# Ławeczka Heliodora Święcickiego w Poznaniu
Ławeczka Heliodora Święcickiego w Poznaniu – uliczny pomnik-ławeczka pierwszego rektora Uniwersytetu im. Adama Mickiewicza – Heliodora Święcickiego, zlokalizowany w Poznaniu przed Collegium Minus, przy ul. Henryka Wieniawskiego, w obrębie Dzielnicy Cesarskiej.

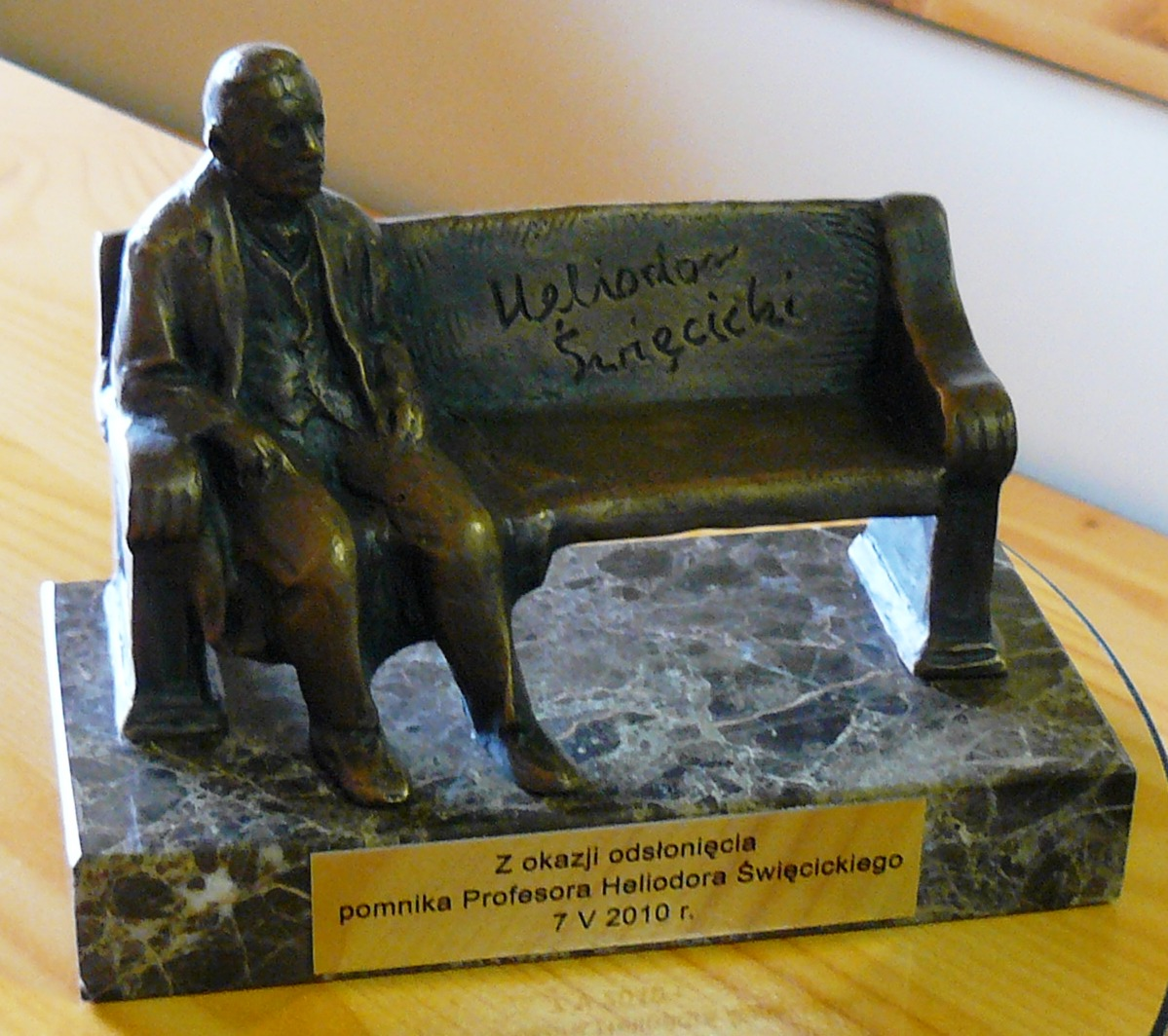
Pamiątkowa miniatura Ławeczki

## Opis
Ławeczkę odsłonięto 8 maja 2010, a fundatorami byli UAM, Fundacja UAM i Stowarzyszenie Absolwentów UAM. W odsłonięciu udział brali: rektor Bronisław Marciniak, rodzina Heliodora Święcickiego, Bogdan Marciniec – prezes zarządu Fundacji UAM, Jerzy Kepel – przewodniczący SAUAM, Krystyna Poślednia – członek zarządu województwa wielkopolskiego, oraz licznie zgromadzeni mieszkańcy miasta i sympatycy Uniwersytetu.
Autorem rzeźby jest Grzegorz Godawa. Pomnik, w całości wykonany z brązu, przedstawia rektora siedzącego na masywnej ławce. Wzrok Święcickiego zwrócony jest w kierunku pomnika Adama Mickiewicza – patrona Uniwersytetu oraz Zamku Cesarskiego – pierwszej siedziby Wszechnicy Piastowskiej (Uniwersytetu Poznańskiego), po jej utworzeniu w 1919. Pierwszy rok akademicki zainaugurowano dokładnie 7 maja.
Uroczystość odsłonięcia odbyła się w ramach Wielkiej Majówki UAM, Dekady Jubileuszowej Uniwersytetu (2009–2019), a także wpisana była w program VI Zjazdu SAUAM. Od momentu powstania ławeczka stała się popularnym miejscem wykonywania fotografii absolutoryjnych.